# Ágios Ioánnis (Agios Vassilios, Réthymnon)
Pour les articles homonymes, voir Ágios Ioánnis.
Ágios Ioánnis, en grec moderne : Άγιος Ιωάννης, est un village de montagne, du dème d'Ágios Vassílios, de l'ancienne municipalité de Foínikas, dans le district régional de Réthymnon, en Crète, en Grèce. Selon le recensement de 2011, la population d'Ágios Ioánnis, qui comprend les villages voisins de Kánevos et Kalí Sykiá, compte 291 habitants. Le village est situé à une altitude de 460 m.

## Source de la traduction
- (el) Cet article est partiellement ou en totalité issu de l’article de Wikipédia en grec moderne intitulé « Άγιος Ιωάννης Αγίου Βασιλείου Ρεθύμνου » (voir la liste des auteurs).